# Тристан, Иван Сергеевич
Тристан Иван Семёнович (1918, село Пригоровка — 21.04.1943) — советский лётчик.

## Биография
Родился в селе Григорьевка, Козельского района, Полтавской области. Член ВЛКСМ. Получил военное образование в Кременчугском аэроклубе. Окончил в 1938 году.
В годы Великой Отечественной войны воевал в составе 71-го истребительского авиационного полка ВВС Краснознамённого Балтийского флота с 13 января 1943 года в качестве пилота.
21 апреля 1943 г., в районе Финляндии старшим сержантом Тристаном был совершен огненный таран на склад противника. Во время выполнения боевого задания был сбит зенитной артиллерией.
Его имя увековечено на мемориале Борки.